# Ruská Kajňa
Ruská Kajňa (em húngaro: Oroszkánya) é um município da Eslováquia, situado no distrito de Humenné, na região de Prešov. Tem 5,11 km² de área e sua população em 2018 foi estimada em 105 habitantes.

## Demografia
| Ano:        | 1994 | 2004    | 2014    | 2024   |
| ----------- | ---- | ------- | ------- | ------ |
| Broj ljudi: | 169  | 134     | 111     | 100    |
| Razlika:    |      | -20,71% | -17,16% | -9,90% |

| Ano:               | 2023 | 2024   |
| ------------------ | ---- | ------ |
| Número de pessoas: | 101  | 100    |
| Diferença:         |      | -0,99% |